# 石光银
石光银（1952年2月—），男，汉族，陕西定边人。2002年被中华人民共和国政府授予“全国治沙英雄”称号。中国共产党党员、是第十三届全国人民代表大会陕西省代表团成员。

## 介绍
石光银是榆林市定边县的一位普通农民。1984年初，国家鼓励个人承包治沙的政策出台后，石光银和乡政府签订了承包治沙3000亩的合同，成为榆林市个人承包治沙造林的第一人。截止至2002年6月，石光银已先后承包荒沙、盐碱滩22.8万亩，带领群众植树种草已治理19.5万亩，植被覆盖率达到92.5％，在陕西省的毛乌素沙地南缘筑起了一条长63公里、宽6公里的绿色屏障。石还创办了全中国第一个农民治沙公司：陕西省石光银治沙集团，该公司采用了与农户联合承包的形式，使207户农民可以大规模承包治沙。
2008年10月，占地601平方米的石光银治沙展馆开馆，该展馆展示了石光银等人在定边县多年治沙造林的成就和典型事迹。

2018年，石光银被选为陕西省出席第十三届全国人民代表大会代表。

## 荣誉
2000年，石光银被授予全国劳动模范称号。
2002年6月17日，中国全国绿化委员会、人事部、国家林业局联合授予石光银“治沙英雄”称号。
2002年，石光银获得联合国粮农组织授予的杰出农民奖（又译为“杰出林农奖”）。
2021年6月29日，被授予七一勋章。